# Giuseppe Busso
 (novembre 2017).
Si vous disposez d'ouvrages ou d'articles de référence ou si vous connaissez des sites web de qualité traitant du thème abordé ici, merci de compléter l'article en donnant les références utiles à sa vérifiabilité et en les liant à la section « Notes et références ».
Giuseppe Busso (né le 27 avril 1913 à Turin et mort le 3 janvier 2006 à Arese, en Lombardie) est un ingénieur italien spécialisé dans l'automobile, qui travailla pendant plus de quarante ans pour les plus grands constructeurs italiens : Fiat, Alfa Romeo, Ferrari.

## Biographie
Giuseppe Busso naît en 1913 à Turin. Ses études se concluent avec un diplôme de technicien supérieur en mécanique industrielle. Après son service militaire, son premier employeur est le groupe Fiat, où il occupe le poste de calculateur au sein du bureau d'études de la division moteurs de Fiat Avio, en 1937. Il passe ensuite au bureau d'études de la division véhicules ferroviaires expérimentaux de Fiat Ferroviaria.

### Sa première période chezAlfa Romeo
En 1939, Busso est recruté par le constructeur milanais Alfa Romeo, où il commence par étudier et dessiner des éléments particuliers durant la phase d'étude et de mise au point des voitures de course sous la direction de l’ingénieur Orazio Satta Puliga. Pendant la Seconde Guerre mondiale, Busso reste à son poste au service de l'ingénieur Wilfredo Ricart, et œuvre dans le service des études spéciales. C'est pendant cette période que Busso complète ses études d'ingénieur avec les cours dispensés et les publications de l'École polytechnique de Milan. Il s'occupe ensuite de la conception des compresseurs et turbines pour les moteurs d'avions de la division Alfa Avio.
En 1946, Gioachino Colombo lui propose d'occuper le poste de directeur du bureau d'études du tout nouveau constructeur Ferrari, pour le développement de sa première voiture, la Ferrari 125 S.

### L'expérience chezFerrari
Ayant accepté avec enthousiasme le poste proposé par Colombo, Busso travaille sur le modèle 125 S mais aussi, en parallèle, sur deux nouveaux projets de moteurs : un 1 500 cm3 à douze cylindres avec un compresseur et sur un six cylindres, dérivé du premier par division en deux du moteur de la 125 S. Aucun de ces moteurs ne verra le jour en fabrication, ils resteront au stade des études.
Chez Ferrari, Busso étudie également une suspension arrière révolutionnaire, tout en travaillant sur le projet de la nouvelle Ferrari 159 de 2 000 cm3, qui remportera le Grand Prix de la ville de Turin le 12 octobre 1947, avec Raymond Sommer comme pilote .
En 1948, après avoir travaillé au projet de la future Tipo 166, et à la suite de divergences avec Colombo, Giuseppe Busso décide de quitter Ferrari et revient chez Alfa Romeo, rappelé par Orazio Satta Puliga.

### Son retour et sa consécration chez Alfa Romeo
À peine revenu chez Alfa Roméo, Busso est chargé du développement des moteurs de tous les nouveaux modèles qui feront la réputation des voitures de la marque : le  moteur dit "bialbero" les Alfa Romeo 1900, Alfa Romeo Giulietta, Alfa Romeo Giulia et ses dérivés coupés et spider ainsi que les Alfa Romeo Giulietta nuova, mais surtout le moteur qui porte son nom « le V6 Alfa Romeo (Busso). » La qualité de cette étude est simplement démontrée par la longévité extraordinaire de ce moteur qui restera en fabrication, avec ses développements successifs, pendant plus de trente ans. Seules les dernières normes anti-pollution Euro 4 l'obligeront à céder sa place.
Busso est aussi l'un des premiers ingénieurs Alfa Romeo à développer la traction avant sur une voiture, bien avant que cela devienne une mode récurrente. Il sera l'auteur du prototype du projet Tipo 103 en 1959.
Giuseppe Busso fut considéré comme un monstre sacré chez Alfa Romeo pendant trente ans et resta toujours très lié au constructeur milanais même après sa retraite qu'il prit en 1977, en conservant une charge de codirecteur général.
Le 31 décembre 2005, le dernier moteur V6 Busso est fabriqué et le hasard fait que son créateur, Giuseppe Busso, meurt quelques jours plus tard, le 3 janvier 2006, à Arese, au nord de Milan, dans la commune où Alfa Romeo a établi son principal et renommé site de production dans les années 1960.